# Ernesto Auci
Ernesto Auci (Roma, 9 febbraio 1946) è un giornalista e politico italiano, già direttore de Il Sole 24 Ore dal 1997 al 2001.
Vive a Roma.

## Biografia
Dopo aver conseguito la Laurea in Economia e Commercio all'Università La Sapienza nel 1969 entra a far parte della redazione del quotidiano economico Il Globo, nel 1972 passa a Il Sole 24 Ore, di cui diviene vicedirettore dal 1978. Dopo una breve parentesi come vicedirettore de L'Europeo, passa in seguito a Il Mattino. Nel 1984 diviene direttore centrale per le relazioni esterne di Confindustria e dal 1992 in FIAT come responsabile dell’ente informazione e stampa nell'ambito delle Relazioni esterne e comunicazione del gruppo. Nel 1997 ritorna a Il Sole 24 Ore di cui diviene direttore e poi, dal 2001, amministratore delegato. Durante la sua direzione, il giornale registra il record di vendite e di diffusione per tutto l'arco della sua gestione.
Dal 2002 al 2004 è inoltre stato presidente dell’Itedi, la società caposettore che presiede alle attività editoriali del gruppo FIAT. Nel 2011, insieme a Franco Locatelli, ex capo della redazione Finanza e Mercati ed editorialista del Sole 24 ORE, ha fondato la società editrice "A.L. Iniziative Editoriali S.r.l." che pubblica il giornale web di economia e finanza FIRSTonline.

### Attività politica

#### Elezione a deputato
Alle elezioni politiche del 2013 è candidato alla Camera dei Deputati, nella circoscrizione Piemonte 1, come indipendente nelle liste di Scelta Civica per l'Italia, risultando tuttavia il secondo dei non eletti.
Il 10 maggio 2017, in seguito alla morte di Maurizio Baradello (che lo precedeva in lista), gli subentra e viene eletto deputato della XVII Legislatura.
Alla Camera dei Deputati si iscrive al gruppo parlamentare centrista "Scelta Civica-ALA per la Costituente Liberale e Popolare-MAIE".
Il 30 novembre 2017 passa al Gruppo misto, all'interno del quale rimane sino alla fine della legislatura.
Non si ricandida alle elezioni politiche del 2018, pur sostenendo la lista +Europa di Emma Bonino.